# Rato Borrachudo
Douglas Mesquita Silva, mais conhecido pelo seu nome artístico Rato Borrachudo, (Rio de Janeiro, 17 de novembro de 1987) é um influenciador digital, empresário e youtuber brasileiro. É amplamente conhecido por seu conteúdo relacionado a jogos eletrônicos e vlogs em diversas plataformas como YouTube e Twitch. Com uma carreira de mais de uma década, Mesquita se destacou inicialmente no YouTube, onde seu canal é um dos mais antigos na categoria de games no Brasil. Sua real identidade foi mantida em segredo por muitos anos, sendo revelada em uma transmissão ao vivo que atraiu mais de 140 mil espectadores simultâneos. Além de seu trabalho com jogos, Douglas também se envolveu em iniciativas de educação financeira e eventos de entretenimento como competições de batalha de robôs.

## Carreira

### Início
Douglas Mesquita iniciou sua jornada na internet após abandonar um trabalho formal em Business Inteligence para se aventurar como youtuber. Ele criou o canal "Rato Borrachudo" no YouTube, focado inicialmente em vídeos jogando, sobre jogos e vlogs, sendo um dos pioneiros na criação de conteúdo de jogos no Brasil.

### Identidade secreta e revelação
Durante boa parte de sua carreira, Rato Borrachudo manteve sua identidade em segredo, utilizando uma máscara nas suas aparições públicas. Essa característica tornou-se uma marca registrada de seu canal. A revelação de sua identidade ocorreu durante uma transmissão ao vivo, um evento que atraiu mais de 140 mil espectadores, marcando um momento significativo em sua carreira. Essa revelação ocorreu no momento que o empresário enfrentou desafios significativos em sua carreira, incluindo um episódio onde seu canal no YouTube teve o risco de ser deletado permanentemente devido a notificações de violação de copyright.

### Expansão e diversificação
Além de seu trabalho com jogos eletrônicos, Mesquita expandiu seu escopo de atuação para incluir projetos relacionados à educação financeira, colaborando com o banco digital Digio em uma série de vídeos educativos. Ele também participou de eventos de entretenimento como competições de batalha de robôs, demonstrando sua versatilidade como influenciador e criador de conteúdo e incentivando jovens a interessarem por robótica.

### Negócios
Douglas é sócio da Uzmi Games, empresa de desenvolvimento de jogos brasileira.  Também lançou o servidor customizado roleplay, chamado Nitro Race, para o jogo Grand Theft Auto, com foco em corridas.

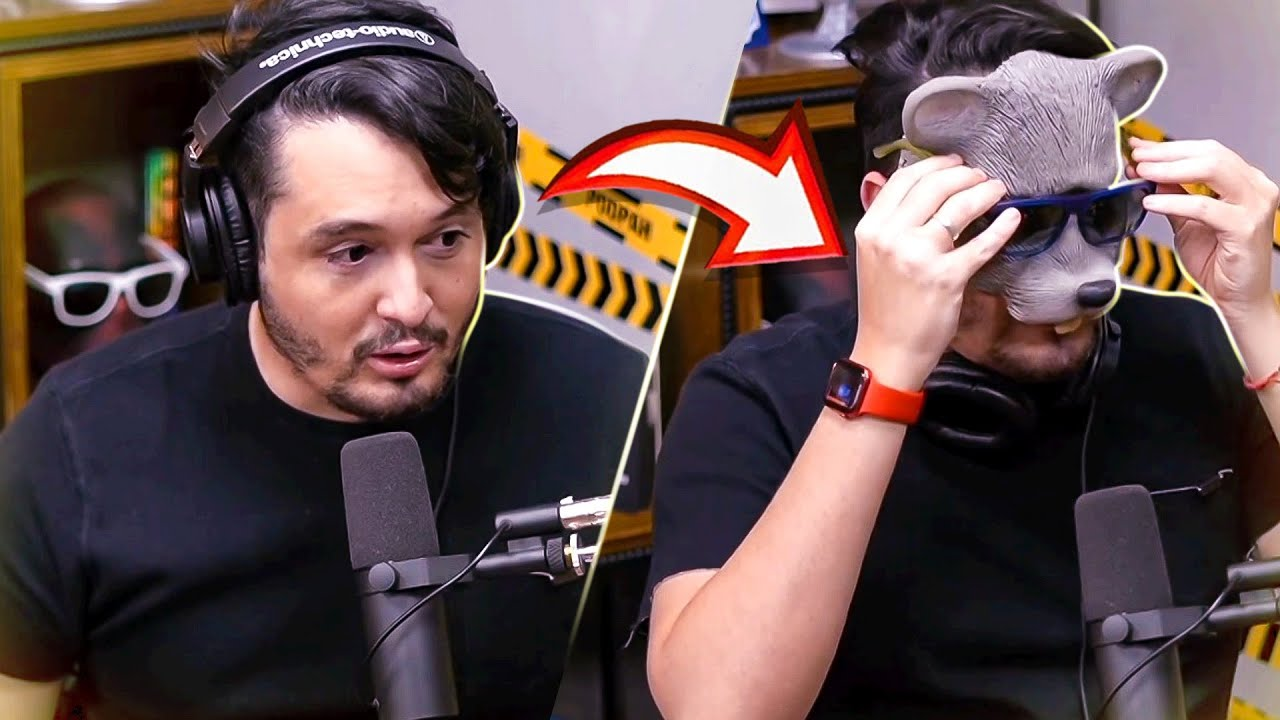
Thumbnail de um vídeo do Rato Borrachudo, em vídeo sob licença CC BY 3.0

## Saúde e vida pessoal
Douglas enfrentou um sério problema de saúde quando foi diagnosticado com COVID-19 durante a pandemia. Ele testou positivo para o coronavírus e, no mesmo dia, precisou ser hospitalizado em uma Unidade de Terapia Intensiva (UTI) em São Paulo devido à rápida evolução da doença. O influencer utilizou as redes sociais para compartilhar sua experiência, relatando que estava lutando contra a doença, apesar de ter parte do seu pulmão prejudicada.
A gravidade de sua condição era tal que os primeiros sintomas começaram a se manifestar em 10 de setembro de 2021, e mesmo após um teste inicial negativo no dia seguinte, sua saúde deteriorou rapidamente, necessitando de internação urgente. A notícia de sua hospitalização gerou grande comoção entre seus seguidores e na comunidade gamer, destacando o impacto e a conexão que o youtuber estabeleceu com seu público ao longo dos anos.

## Prêmios
| Ano  | Prêmio          | Categoria  | Resultado | Ref.   |
| ---- | --------------- | ---------- | --------- | ------ |
| 2017 | Entubados       | Campeonato | Venceu    | [ 20 ] |
| 2021 | Extra Life 2021 | Campeonato | Venceu    | [ 21 ] |